# 15149 Loufaix
15149 Loufaix eller 2000 EZ141 är en asteroid i huvudbältet som upptäcktes den 2 mars 2000 av Catalina Sky Survey projektet. Den är uppkallad efter amatörastronomen Louis Faix.
Den tillhör asteroidgruppen Eunomia.